# Criterion Games
Criterion Games es una compañía desarrolladora de videojuegos de origen británica. Es conocida por desarrollar la famosa saga de videojuegos Burnout (serie) y por desarrollar el videojuego de disparos en primera persona, Black (videojuego) y el motor de juegos Renderware.
En agosto de 2004, Electronic Arts anunció que había adquirido los derechos de propiedad para Criterion Games por 40 millones de libras. De ahí, que surgiera el juego Black (videojuego) dos años después.
Luego, en junio de 2010, Criterion anunció el lanzamiento de Need for Speed: Hot Pursuit parte de la franquicia Need for Speed, para el 16 de noviembre de 2010. Este juego resultó ser un "remake" del original Need for Speed III: Hot Pursuit lanzado en 1998 y recibió críticas muy favorables, siendo uno de los mejores juegos de la saga. Debido al éxito, decidieron seguir con Need For Speed. Dos años después anunciaron tomar el control de la saga.
En 2012, lanzaron el videojuego Need For Speed: Most Wanted, con claras influencias de la saga Burnout. Esto ocasionó las malas críticas de muchos jugadores, aunque recibió elogios de las páginas especializadas.
En 2013 colaboraron con Ghost Games para el videojuego Need for Speed: Rivals. Sin embargo, al año siguiente, los fundadores de Criterion abandonaron Electronic Arts, además de haber reducido su plantilla de trabajadores quedándose con apenas 16 empleados. Muchos de estos se unieron a Ghost Games.
En 2020 Se anunció que la franquicia Need For Speed volverá a manos de Criterion Games.

## Videojuegos desarrollados
| Año  | Videojuego                                       | Plataforma(s)                                                                         |
| ---- | ------------------------------------------------ | ------------------------------------------------------------------------------------- |
| 1996 | Scorched Planet                                  | Microsoft Windows                                                                     |
| 1997 | Speedboat Attack                                 | Microsoft Windows                                                                     |
| 1997 | Sub Culture                                      | Microsoft Windows                                                                     |
| 1998 | Redline Racer                                    | Microsoft Windows                                                                     |
| 1999 | TrickStyle                                       | Dreamcast, Microsoft Windows                                                          |
| 1999 | Suzuki Alstare Racing                            | Dreamcast, Microsoft Windows                                                          |
| 2000 | Deep Fighter                                     | Dreamcast, Microsoft Windows                                                          |
| 2001 | AirBlade                                         | PlayStation 2                                                                         |
| 2001 | Burnout                                          | PlayStation 2, Xbox, GameCube                                                         |
| 2002 | Burnout 2: Point of Impact                       | PlayStation 2, Xbox, GameCube                                                         |
| 2004 | Burnout 3: Takedown                              | PlayStation 2, Xbox                                                                   |
| 2005 | Burnout Legends                                  | PlayStation Portable, Nintendo DS                                                     |
| 2005 | Burnout Revenge                                  | PlayStation 2, Xbox, Xbox 360                                                         |
| 2006 | Black                                            | PlayStation 2, Xbox                                                                   |
| 2007 | Burnout Dominator                                | PlayStation Portable, PlayStation 2                                                   |
| 2008 | Burnout Paradise                                 | Microsoft Windows, PlayStation 3, PlayStation 4, Xbox 360, Xbox One, Nintendo Switch. |
| 2010 | Need for Speed: Hot Pursuit                      | Microsoft Windows, PlayStation 3, PlayStation 4, Xbox 360, Xbox One, Nintendo Switch. |
| 2011 | Burnout Crash!                                   | PlayStation 3, Xbox 360, iOS                                                          |
| 2012 | Need for Speed: Most Wanted (videojuego de 2012) | Microsoft Windows, PlayStation 3, PlayStation Vita, Xbox 360, Wii U                   |
| 2013 | Need for Speed Rivals                            | Microsoft Windows, PlayStation 3, PlayStation 4, Xbox 360, Xbox One                   |
| 2016 | Star Wars Battlefront: X-Wing VR Mission         | PlayStation 4                                                                         |
| 2017 | Star Wars Battlefront II                         | Microsoft Windows, PlayStation 4, Xbox One                                            |
| 2018 | Battlefield V                                    | Microsoft Windows, PlayStation 4, Xbox One                                            |
| 2021 | Battlefield 2042                                 | Microsoft Windows, PlayStation 4, PlayStation 5, Xbox One, Xbox Series X/S            |
| 2022 | Need for Speed Unbound                           | Microsoft Windows, PlayStation 5, Xbox Series X/S                                     |